# Microsoft Office 2021
Chronologie des versions
Microsoft Office 2019
Microsoft Office 2019 pour Mac Microsoft Office 2024 (d)
Microsoft Office 2021 est une version de la suite Microsoft Office pour les systèmes d'exploitation Microsoft Windows et macOS. C'est le successeur d'Office 2019. Il est sorti avec Windows 11 le 5 octobre 2021. La prise en charge des versions commerciales d'Office 2021 prendra fin le 13 octobre 2026.

## Nouvelles fonctionnalités
Microsoft Office 2021 inclut toutes les fonctionnalités de Microsoft 365, ainsi que des fonctionnalités de co-création en temps réel, l'amélioration des commentaires, de nouvelles fonctions (XLOOKUP, XMATCH, LET...) dans Excel, de nouvelles animations ainsi que l'enregistrement d'un diaporama avec narration et minutage des diapositives dans PowerPoint, la traduction à la volée de messages électroniques dans Outlook, un focus par ligne dans Word.
Microsoft a également intégré une zone de recherche dans la barre de titre des applications, amélioré les performances et la stabilité et apporté des correctifs de sécurité.
De plus, Microsoft Office 2021 adapte son style visuel à celui de Windows 11 et prend en charge le mode sombre dans Word.

## Éditions
La suite Microsoft Office 2021 est disponible dans les variantes suivantes : Famille et Étudiant, Famille et Petite Entreprise, Professionnel. 

### Microsoft Office Famille et Étudiant 2021
La version Office Famille et Étudiant 2021 s’adresse aux étudiants et aux familles qui veulent des applications Office classiques, dont Word, Excel et PowerPoint pour Windows 10 et Windows 11. Elle s’installe sur 1 PC ou 1 Mac et s’utilise à la maison ou à l’école. Cette version a une licence perpétuelle, il n'est donc pas nécessaire de s'abonner et de payer chaque année comme avec Microsoft 365.

### Microsoft Office Famille et Petite Entreprise 2021
La version Office Famille et Petite Entreprise 2021 s’adresse aux familles et aux petites entreprises qui souhaitent utiliser les applications Office classiques ainsi que la messagerie électronique. L'application comprend Word, Excel, PowerPoint et Outlook pour Windows 10 et Windows 11. Cette version a une licence perpétuelle, il n'est donc pas nécessaire de souscrire un abonnement payant comme avec Microsoft 365.

### Microsoft Office Professionnel 2021
La version Office Professionnel 2021 s'adresse aux petites entreprises. Elle inclut les applications suivantes : Word, Excel, Powerpoint, Outlook, Publisher, Access.
Cette version a une licence perpétuelle, il n'est donc pas nécessaire de s'abonner et de payer chaque année comme avec Microsoft 365.